# Jean Mathonet
Jean Mathonet (Bévercé, 6 ottobre 1925 – Malmedy, 22 ottobre 2004) è stato un calciatore belga, di ruolo attaccante.

## Carriera
È stato capocannoniere del campionato belga nella stagione 1955-1956 con la maglia dello Standard Liegi.

## Palmarès

### Club

#### Competizioni nazionali
- Campionato belga: 1

Standard Liegi: 1957-1958
- Coppa del Belgio: 1

Standard Liegi: 1953-1954